# Pédicule (ensemble de vaisseaux)
Pour les articles homonymes, voir Pédicule.

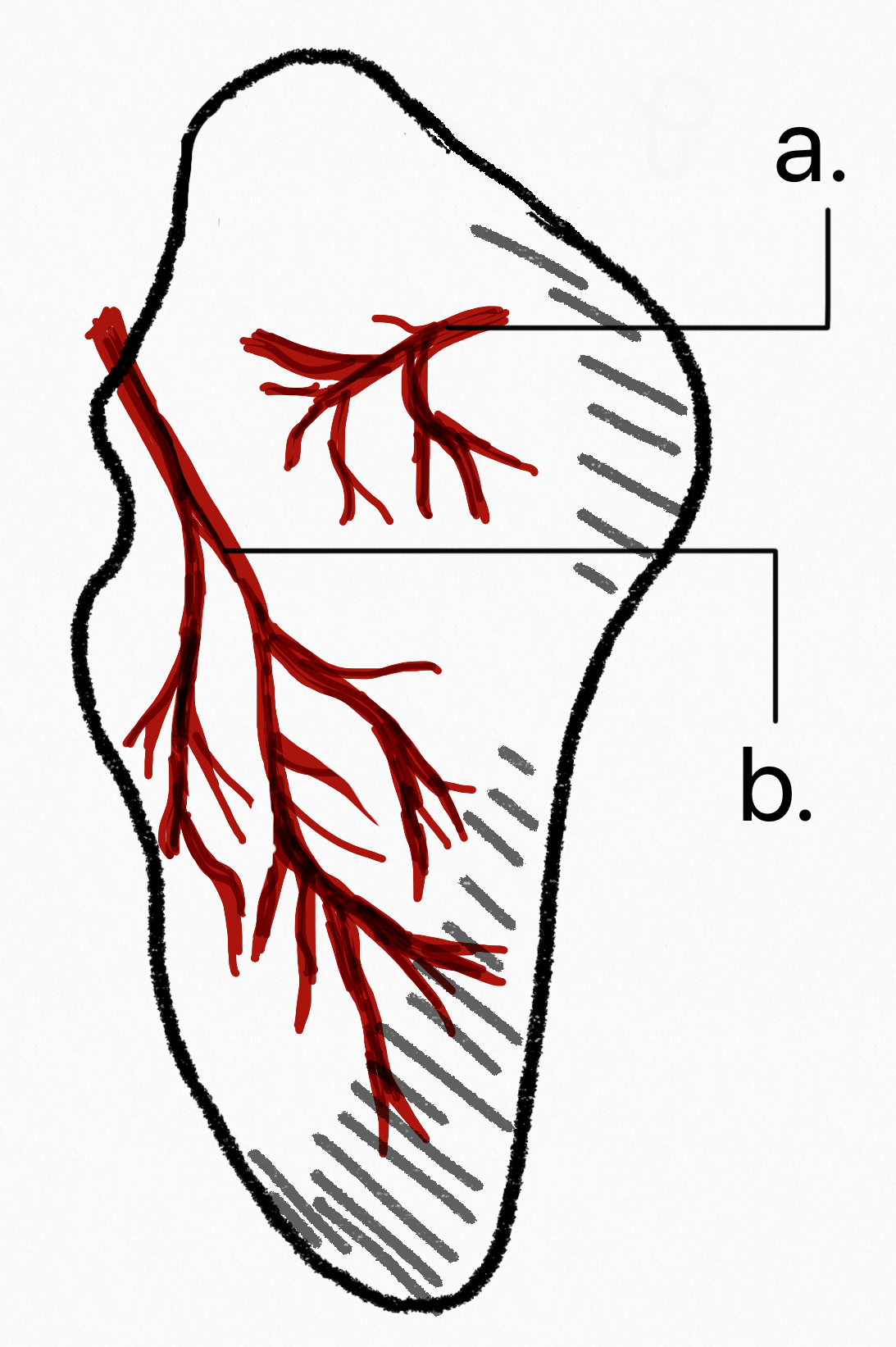
Représentation de l'os scaphoïde, vascularisé par 2 pédicules (a et b)

Le pédicule en anatomie est une structure à base étroite en forme de pied. Plus particulièrement, en anatomie vasculaire, c'est l'ensemble des vaisseaux sanguins et lymphatiques, et des nerfs, qui sont dédiés à un organe et permettent son fonctionnement et son interaction avec le reste du corps.